# Cryptocarya alticola
Cryptocarya alticola är en lagerväxtart som beskrevs av André Joseph Guillaume Henri Kostermans. Cryptocarya alticola ingår i släktet Cryptocarya och familjen lagerväxter. Inga underarter finns listade i Catalogue of Life.